# Guitinières
Guitinières is een gemeente in het Franse departement Charente-Maritime (regio Nouvelle-Aquitaine) en telt 392 inwoners (2005). De plaats maakt deel uit van het arrondissement Jonzac.

## Geografie
De oppervlakte van Guitinières bedraagt 9,3 km², de bevolkingsdichtheid is 42,2 inwoners per km².
De onderstaande kaart toont de ligging van Guitinières met de belangrijkste infrastructuur en aangrenzende gemeenten.

## Demografie
Onderstaande figuur toont het verloop van het inwonertal (bron: INSEE-tellingen).